# Bogdan Aurescu
Bogdan Lucian Aurescu (ur. 9 września 1973 w Bukareszcie) – rumuński dyplomata, nauczyciel akademicki i polityk, w latach 2014–2015 i 2019–2023 minister spraw zagranicznych, sędzia Międzynarodowego Trybunału Sprawiedliwości.

## Życiorys
Absolwent szkoły średniej „Sfântul Sava”. W 1996 ukończył studia na wydziale prawa, a w 1998 również na wydziale historycznym Uniwersytetu Bukareszteńskiego. W 2000 został absolwentem Colegiul Național de Apărare w Bukareszcie. Doktoryzował się w 2003 na podstawie pracy poświęconej prawu międzynarodowemu.
W 1998 podjął pracę jako nauczyciel akademicki na Uniwersytecie Bukareszteńskim, uzyskując w trakcie kariery zawodowej profesurę. Wykładał również w SNSPA w Bukareszcie oraz na Universitatea „Nicolae Titulescu”. Specjalista w zakresie prawa międzynarodowego i stosunków międzynarodowych. Jest autorem lub współautorem kilkunastu książek. Powoływany m.in. w skład Stałego Trybunału Arbitrażowego oraz na zastępcę członka komisji weneckiej.
W 1996 został zatrudniony w ministerstwie spraw zagranicznych jako urzędnik w departamencie prawnym. Między 1998 a 2003 był m.in. doradcą w gabinecie ministra, dyrektorem gabinetu, dyrektorem departamentów, a także dyrektorem generalnym w dyrekcji generalnej do spraw prawnych. W latach 2003–2004 pełnił funkcję podsekretarza stanu, następnie do 2005 zajmował stanowisko sekretarza stanu w MSZ. W latach 2004–2009 reprezentował Rumunię w sporze z Ukrainą dotyczącym delimitacji granicy morskiej na Morzu Czarnym.
W lutym 2009 ponownie został sekretarzem stanu w MSZ. Odpowiadał za kwestie strategiczne, a od sierpnia 2010 za sprawy europejskie. W marcu 2012 powierzono mu kwestie globalne, następnie w czerwcu tegoż roku ponownie sprawy strategiczne. 24 listopada 2014 objął stanowisko ministra spraw zagranicznych w gabinecie Victora Ponty. Funkcję tę sprawował do 17 listopada 2015. Został też doradcą prezydenta Klausa Iohannisa do spraw polityki zagranicznej. W listopadzie 2019 w nowo powołanym gabinecie Ludovika Orbana ponownie stanął na czele resortu spraw zagranicznych. Pozostał na tej funkcji również w utworzonym w marcu 2020 drugim gabinecie dotychczasowego premiera, w powołanym w grudniu 2020 rządzie Florina Cîțu i w zaprzysiężonym w listopadzie 2021 gabinecie Nicolae Ciuki. Urząd ten sprawował do czerwca 2023.
W lutym 2024 objął funkcję sędziego Międzynarodowego Trybunału Sprawiedliwości.

## Odznaczenia
- Order Gwiazdy Rumunii V (2009)[1][11], IV (2013)[1] i III klasy (2024)[1]
- Order Wiernej Służby V klasy (2002)[11]
- Order Zasługi Dyplomatycznej IV klasy (2009)[11]
- Krzyż Komandorski (2009)[12] oraz Krzyż Komandorski z Gwiazdą (2019)[13] Orderu Zasługi Rzeczypospolitej Polskiej (Polska)
- Złoty Medal Wojska Polskiego (Polska)[2]
- Wielki Oficer Orderu Zasługi Republiki Włoskiej (Włochy, 2019)[14]
- Order Krzyża Ziemi Maryjnej II klasy (Estonia, 2021)[15]
- Order Księcia Jarosława Mądrego III klasy (Ukraina, 2023)[16]
- Order Honoru (Mołdawia, 2023)[17]